# Norm of the North
Norm of the North (Brasil: Norm e os Invencíveis / Portugal: Norm: O Herói do Ártico) é um filme de animação computadorizada, comédia e aventura americano-indiano-irlandês em 2016 dirigido por Trevor Wall e escrito por Daniel R. Altiere, Steven M. Altiere e Malcolm T. Goldman. Ele apresenta as vozes de Rob Schneider como o personagem do título, Heather Graham, Ken Jeong, Colm Meaney, Loretta Devine, Gabriel Iglesias, Michael McElhatton e Bill Nighy. A versão britânica apresenta James Corden. Foi co-produzido por Assemblage Entertainment, Splash Entertainment e Telegael, e distribuído por Lionsgate.
O filme foi lançado em 15 de janeiro de 2016 e arrecadou US$ 27,4 milhões em um orçamento de US$ 18 milhões. O filme realizou temporariamente uma 0% (com 9% a partir de janeiro de 2018) na revisar aggregator site Rotten Tomatoes.

## Enredo
Norm o urso polar é o filho do rei do Ártico. Na sua juventude, ele desenvolve a capacidade de falar com os seres humanos, uma característica compartilhada por seu avô. Por causa disso, ele é feito um pária dos outros animais, sendo aceito apenas por Sócrates, um pássaro sábio e Elizabeth, um urso polar feminino de quem o Norm está apaixonada.
Anos depois, o avô de Norm desapareceu e os turistas humanos estão enchendo o Ártico. Sócrates mostra Norm e os três Lemmings do Ártico um condomínio de luxo que foi instalado no gelo. Dentro deste condomínio está Vera, um representante do rico desenvolvedor Sr. Greene. Depois de Norm salvar Vera de uma avalanche, o Sr. Greene diz a ela para encontrar um ator para jogar um urso polar por sua campanha. Sócrates convence Norm e os lemmings para se arrumar em um navio para Nova York.
Na cidade, Norm, fingindo ser um ator vestido como urso, audições para o comercial do Sr. Greene e é levado para jantar por Vera. Greene, que percebe que Norm é um verdadeiro urso, suspeita que a Norm veio libertar seu avô, que Greene capturou. Durante um incidente público envolvendo Greene tentando disparar Norm no restaurante, Norm subjuga Greene, chamando a atenção da mídia e aumentando as classificações de aprovação de Greene. Greene decide contratar Norm como sua mascote.
Antes de ir a um programa de televisão, Norm conhece a filha de Vera, Olympia, que diz o Norm para aumentar as classificações de aprovação de Greene e depois falar contra ele para salvar o Ártico. A popularidade do Norm aumenta as classificações de aprovação, mas Greene sabota o plano do Norm ao reproduzir o diálogo gravado, afirmando que a Norm suporta os desenvolvimentos de Greene.
Derrotado, Norm é confortado por Vera e Olympia, que revela que Greene está desenvolvendo mais casas para instalar no Ártico. Norm e os lemmings descobrem que Greene está subornando um membro de alto escalão do Conselho Polar, e expõe isso a Pablo, um dos investidores de Greene. Vera renuncia a sua posição e é contratado por Pablo, enquanto Norm e os lemmings perseguem o caminhão que segura as casas.
Greene envia outro caminhão carregando o avô do Norm, e Norm também é capturado. Depois de ser libertado pelos lemmings, Norm e seu avô alcançam o barco que transporta as casas para o Ártico e são capazes de separar as casas. No entanto, Norm é separada de seu avô e os lemmings, e é batida inconsciente.
Norm desperta no Ártico e reuniu-se com os lemmings e os outros animais, que revelam que seu avô não foi encontrado. Por causa de seu heroísmo, Norm é coroado o rei do Ártico, antes que seu avô chegue à cerimônia. Enquanto isso, o Sr. Greene é humilhado depois que seu plano está exposto, e Vera e Olympia estão felizes com Pablo como seu novo chefe, enquanto Norm e Elizabeth têm três filhotes juntos.

## Marketing
Os dois aplicativos móveis foram lançados para promover o filme, bem como quatro clipes no canal YouTube do Lionsgate e dois reboques teatrais. Locais de televisão jogados em vários canais.

## Recepção

### Bilheteria
"Norm of the North" arrecadou US$ 17 milhões na América do Norte e US$ 10,4 milhões em outros territórios, por um total mundial de US$ 27,4 milhões, contra um orçamento de US$ 18 milhões.
O filme foi lançado em 15 de janeiro de 2016, ao lado de 13 Horas: Os Soldados Secretos de Benghazi e Ride Along 2. Ele arrecadou US$ 9,4 milhões de 2.411 teatros durante o fim de semana de quatro dias Martin Luther King, Jr., terminando em 6º na bilheteria.